# مجلس الشؤون الخارجية
مجلس الشؤون الخارجية هو أحد تشكيلات مجلس الاتحاد الأوروبي الذي يجتمع مرة كل شهر. يضم المجلس وزراء خارجية الدول الأعضاء. ويشارك أيضًا الوزراء المسؤولون عن الشؤون الأوروبية أو الدفاع أو التنمية أو التجارة وفقًا لبنود جدول الأعمال. المجلس فريد من نوعه حيث يرأسه الممثل السامي للاتحاد الأوروبي للشؤون الخارجية والسياسة الأمنية بدلاً من الدولة العضو التي تتولى رئاسة مجلس الاتحاد الأوروبي.
يتعامل المجلس مع مجمل الإجراءات الخارجية للاتحاد الأوروبي، بما في ذلك السياسة الخارجية والأمنية المشتركة، وسياسة الأمن والدفاع المشتركة، والتجارة الخارجية والتعاون الإنمائي. كانت إحدى أولويات المجلس في السنوات الأخيرة، بالتعاون مع المفوضية الأوروبية، هي ضمان الاتساق في العمل الخارجي للاتحاد الأوروبي عبر مجموعة من الأدوات الموجودة تحت تصرف الاتحاد الأوروبي.

## التكوين
يجمع مجلس الشؤون الخارجية ممثلين مختلفين على المستوى الوزاري حسب جدول أعمال المجلس. ويشارك في العادة وزراء خارجية كل دولة، أو ممثلوهم. ومع ذلك، في حالات أخرى، يشارك وزراء الدفاع ووزراء التجارة ووزراء التنمية.

## التاريخ
تم إنشاء المجلس في عام 2009 بموجب معاهدة لشبونة من خلال فصله عن «مجلس الشؤون العامة والعلاقات الخارجية» وأصبح الجزء الآخر مجلس الشؤون العامة. المجلسان العام والخارجي هما المجلسان الوحيدان المذكوران في معاهدات الاتحاد الأوروبي.